# Катанія (метрополійне місто)
Метрополійне місто Катанія (італ. Città metropolitana di Catania) – адміністративно-територіальна одиниця у регіоні Сицилія, Італія. Одне з 3 метрополійних міст Сицилії, що були створені регіональним законом 4 серпня 2015 року. З 7 серпня 2015 року замінює провінцію Катанія.